# Ołeksandriwka (rejon korosteński)
Ołeksandriwka (ukr. Олександрівка) – wieś na Ukrainie, w obwodzie żytomierskim, w rejonie korosteńskim. W 2001 roku liczyła 9 mieszkańców.